# Prințesa Maria de Saxa-Weimar-Eisenach (1808–1877)
Prințesa Maria de Saxa-Weimar-Eisenach (3 februarie 1808 - 18 ianuarie 1877) a fost fiica lui Carol Frederic, Mare Duce de Saxa-Weimar-Eisenach și a Marii Ducese Maria Pavlovna a Rusiei.

## Biografie

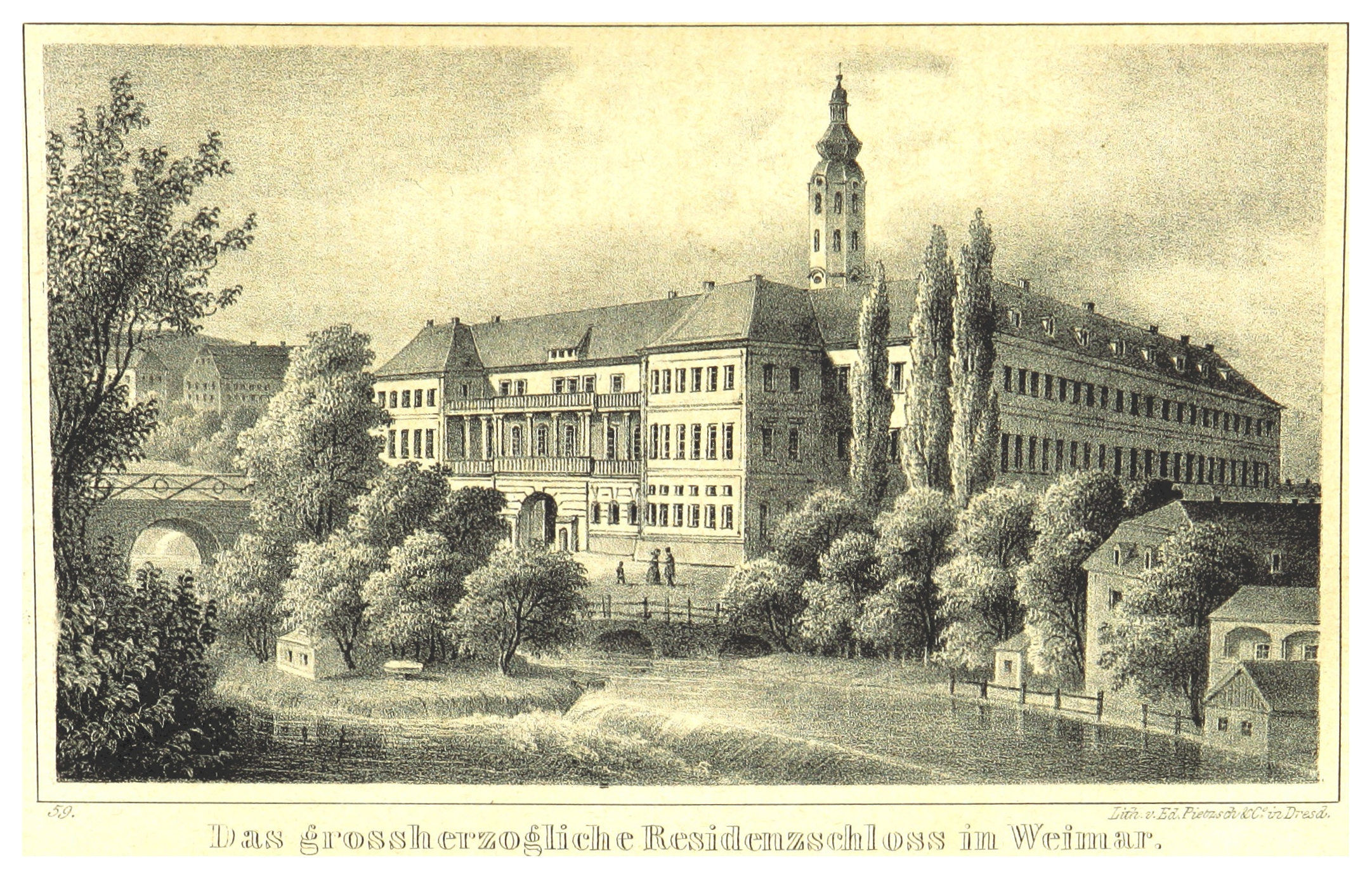
Castelul din Weimar, locul nașterii prințesei Maria de Saxa-Weimar-Eisenach

Prințesa Maria a fost fiica cea mare a Prințului și mai târziu a Mareleui Duce Carol Frederic de Saxa-Weimar-Eisenach și a soției acestuia, Maria Pavlovna a Rusiei, care era sora Țarului Alexandru I al Rusiei. Tatăl ei era un bărbat timid, ale cărui lecturi favorite au fost poveștile până la sfârșitul vieții. În contrast, mama ei era "una dintre cele mai importante femei ale timpului ei", conform poetului Johann Wolfgang von Goethe. Maria și sora ei cu trei ani mai mică, Augusta, au primit o educație vastă concentrată pe îndatoririle ceremoniale de la curte. Această educație a inclus lecții de pictură de la pictorița curții, Louise Seidler, și lecții de muzică de la compozitorul curții, Johann Nepomuk Hummel.
Maria a crescut la curtea de la Weimar, care era considerată una din cele mai liberale din Germania. Saxa-Weimar-Eisenach a adoptat o constituție în 1816. Curtea era foarte receptivă la literatură și alte forme de artă, grație influenței Ducesei Anna Amalia, care a murit în 1807. Goethe a condus teatrul de la curtea din Weimar până în 1817 și ulterior a rămas un oaspete binevenit la curtea ducală.
Bunicul Mariei, Ducele Karl August, a fost ridicat la rang de Mare Duce în 1815 datorită influenței țarului și a propriei atitudini la Congresul de la Viena. În urma Congresului, Saxa-Weimar-Eisenach a obținut o considerabilă expansiune teritorială.

### Negocieri pentru căsătorie

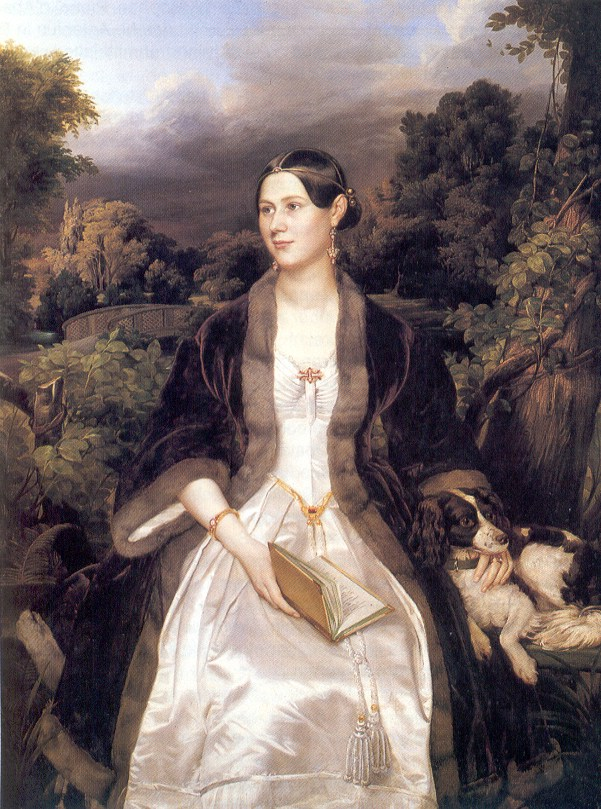
Portret al Prințesei Maria de Saxa-Weimar-Eisenach, 1838.

Maria avea 16 ani când și-a întâlnit prima dată viitorul soț, Prințul Carol al Prusiei, la Frankfurt an der Oder în 1824. El avea 23 de ani și era al treilea fiu al regelui Frederic Wilhelm al III-lea al Prusiei și a Louise de Mecklenburg-Strelitz. Marea Ducesă Maria Pavlovna și cele două fiice ale ei călătoreau spre Rusia și aranjase să se întâlnească la Frankfurt cu fratele ei, Marele Duce (viitorul Țar Nicolae I al Rusiei) și cu soția acestuia. Când ei au ajuns la Frankfurt au fost întâmpinați de Prințul Carol și fratele său Wilhelm (viitorul împărat Wilhelm I). La acel moment William era îndrăgostit de prințesa poloneză  Elisa Radziwill.
Regele Frederic Wilhelm al III-lea era în favoarea unei căsătorii între Carol și Maria și imediat a contactat curțile din Sankt Petersburg și Weimar pentru a începe negocierile. Însă atât mama Țarului, Maria Feodorovna, care deținea autoritatea în treburile de familie, cât și Marea Ducesă Maria Pavlovna nu i-au dat răspunsul pe care regele Prusiei îl aștepta. Ambele curți sperau ca Maria să se căsătorească cu un prinț moștenitor; al treilea fiu al regelui nu reprezenta chiar speranțele lor.
Rușii au propus ca Maria să se căsătorească cu Wilhelm (care era al doilea fiu al regelui) și Carol cu sora Mariei, Augusta. Acest lucru ar fi mulțumit curtea de la Weimar și Wilhelm o plăcea mai mult pe Maria decât pe Augusta. Lucrurile erau însă complicate de dragostea lui Wilhelm pentru Elisa Radziwiłł. Marea Ducesă Maria Pavlovna nu a vrut să bazeze căsătoria fiicei ei pe nefericirea lui Wilhelm. Ea a sperat că Wilhelm se va căsători morganatic cu Elisa și în acest fel tronul Prusiei urma să fie moștenit de fiul Mariei și al lui Carol.
La 26 mai 1827 Prințesa Maria s-a căsătorit cu Prințul Carol al Prusiei la Charlottenburg (astăzi parte din Berlin). Fiul lor Friedrich Karl s-a născut 10 luni mai târziu. Augusta s-a căsătorit cu Wilhelm doi ani mai târziu însă mariajul lor nu a fost unul fericit. Wilhelm și-a considerat soția ca o "personalitate remarcabilă" dar și cu mai puțin farmec decât sora ei mai mare. El a scris "prințesa este frumoasă și inteligentă dar mă lasă rece". 

### Copiii
Maria și Carol au avut trei copii:
- Prințul Friedrich Karl (1828–1885); s-a căsătorit cu Prințesa Maria Anna de Anhalt-Dessau
- Louise de Hesse-Philippsthal-Barchfeld (1829-1901); s-a căsătorit cu Alexis, Landgraf de Hesse-Philippsthal-Barchfeld (1828–1905)
- Ana, Prințesă Friedrich Wilhelm de Hesse-Kassel (1836–1918); s-a căsătorit cu Frederic Wilhelm, Landgraf de Hesse-Kassel

### Viața la Curte
După căsătoria Augustei cu Prințul Moștenitor Wilhelm al Prusiei, statutul Mariei a devenit mai scăzut la Curte. Ea și soțul ei au avut o poziție inferioară și în timp ce Carol și-a exprimat frustrările prin reputația de afemeiat și prin schemele politice, Maria s-a întrecut cu Augusta pe haine, peruci și bijuterii. Carol și Maria au deținut o casă la modă, înconjurată cu înalta societate, spre deosebire de sobrul Wilhelm și intelectuala Augusta.
Maria nu și-a putut suferi nici sora nici succesoarea acesteia, Victoria, căsătorită pe atunci cu Prințul Moștenitor Frederic. Cum Victoria era britanică (era fiica cea mare a reginei Victoria), cea mai mare parte a Curții anti-britanice o aproba pe Maria care spunea că ar fi fost mai bine ca această căsătorie să nu fi avut loc. Într-o scrisoare, Victoria a scris mama sale declarând că a auzit-o pe Maria spunându-i cumnatei ei, Marii Ducese de Mecklenburg-Schwerin, că "ea nu a încetat niciodată să regrete faptul că există o englezoaică în familie".
Maria a murit la 18 ianuarie 1877 la Berlin, la vârsta de 69 de ani. Soțul ei i-a supraviețuit șase ani.